# Малая Мартынка
Малая Мартынка (укр. Мала Мартинка) — село в Свалявской городской общине Мукачевского района Закарпатской области Украины.
Население по переписи 2001 года составляло 897 человек. Почтовый индекс — 89330. Телефонный код — 3133. Занимает площадь 0,966 км². Код КОАТУУ — 2124087203.